# Chitin

Strukturní vzorec chitinu

Chitin je netoxický polysacharid složený z molekul N-acetyl-D-glukosaminu, které jsou spojeny 1,4-β-glykosidickou vazbou. Vedle celulózy je druhým nejrozšířenějším polysacharidem na Zemi. Chitin je hlavní složkou kutikuly členovců, která je u některých (např. u hmyzu, krabů, raků apod.) zpevněna a přeměněna pomocí minerálních látek (tzn. impregnována, inkrustována) v exoskelet (pevnou vnější kostru). Spolu s beta-glukany také tvoří buněčnou stěnu hub (říše Fungi) a je produkován i některými bakteriemi a hlísticemi.
Chemicky je velmi podobný celulóze, pouze má na uhlíku C2 místo hydroxylové skupiny navázanou skupinu acetamidovou. Deacetylací chitinu vzniká chitosan, který je na rozdíl od chitinu rozpustný v kyselých vodných roztocích. Chitin se jako dlouhý polymer nerozpouští ve vodě, jeho rozklad je nutné katalyzovat hydrolytickými enzymy (chitináza) - ty produkují rostliny, houby i bakterie. Mezi rozkladače chitinu v půdě patří hlavně organismy ze skupiny Streptomyces a Nocardia.
Chitin i jeho deriváty mají slibné využití v lékařství, resp. biomedicíně, zemědělství, kosmetice a dalších odvětvích.

## Vliv na zdraví
Chitin i chitosan jsou netoxické sloučeniny. V trávicím traktu obratlovců (tedy i člověka) nezpůsobuje chitin potíže, naopak studie naznačují jeho pozitivní vliv na střevní biotu (ve formě chitino-glukanových sloučenin ovlivňuje výskyt některých střevních symbiontů). Savci (včetně člověka) produkují enzymy zvané chitinázy, které umožňují rozklad chitinu, a to i přes to, že jejich tělo chitin neobsahuje a netvoří. Jde o přizpůsobení se k obraně proti parazitům chitin obsahujícím nebo konzumaci chitinu. U hmyzožravých netopýrů je chitináza produkována přímo v žaludku, což slouží jako přizpůsobení na jejich stravu.
Chitin může při velmi časté a opakované expozici vdechováním do plic fungovat i jako alergen (látka schopná vyvolat imunitní reakci a způsobit zánět v organismu bez toho, aby sama byla pro organismus nebezpečná). Pokud k rozvoji této reakce dojde, paradoxně se tak děje nejspíš z důvodu, že tělo nebylo látce vystaveno v dětství, například kvůli přílišné hygieně, a imunitní systém si na ni nezvykl. V závislosti na velikosti jeho mikromolekul může chitin v dýchacích cestách indukovat i potlačovat zánětlivou reakci organismu (testováno hlavně na myším modelu). Chitináza je tak využívána jako ukazatel (tzv. marker) některých autoimunitních zánětlivých onemocnění dýchacích cest, například pacienti s astmatem vykazují vyšší hladiny chitinázy v plicích.

## Výskyt v přírodě

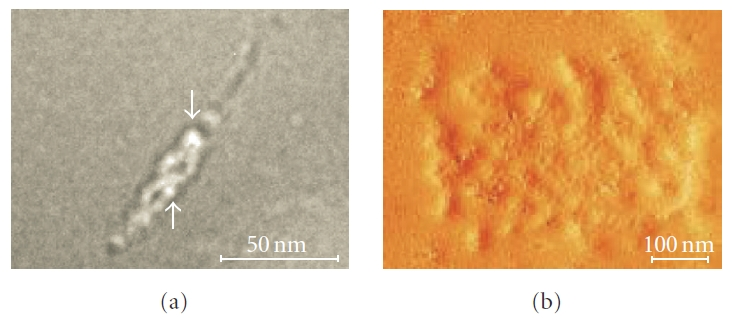
Struktura chitinu pod elektronovým mikroskopem: a - chitinová nanofibrila (drobné vlákno), b - chitinová matrix.

V přírodě se chitin vyskytuje ve třech krystalických alomorfech (formách):
- α - nejčastější forma vyskytujících se u hub (téměř výhradně v buněčné stěně[25]) včetně kvasinek,[25] krillu a dalších korýšů (krabi, humři, krevety) a hmyzu (v jejich prokutikule vázaný ve vláknité struktuře spolu s proteiny[6])
- β - v gladiu olihní (malá pevná část těla, zakrnělý zbytek původní vnitřní schránky olihní[26])
- γ - u brouků rodu Ptinus a olihní rodu Loligo

Chitin tak umožňuje organismům růst i vykonávat další základní životní funkce. Koncentrace chitinu v těle organismů kolísá, například klesá v období hibernace u slimáků. U skupiny Gastropoda (plži) je vysoká koncentrace chitinu v jejich operkulu (víčko umožňující zapouzdření k hibernaci). Během evoluce klesá množství chitinu v tělech organismů s nárůstem kalcifikace (budování pevné vápenité vnější schránky) a naopak.

## Průmyslová výroba chitinu
Chitin je obsažen v používaných surovinách z cca 40-50 %. Výrobní proces sestává v podstatě z odstraňování proteinů, minerálií, pigmentů a tuků. Známé a vyzkoušené jsou tři různé technologie: 
- Chemická extrakce (nejpoužívanější) se základními stupni: deproteinizace – demineralizace – dekolorizace
- Enzymatická metoda s proteolitickými enzymy
- Biologická metoda za pomoci mikrobů

K technologii (všech tří metod) průmyslové výroby patří jako poslední stupeň přeměna chitinu deacetylací na derivát chitosan, protože rozpouštění a oddělení čistého chitinu v základní formě od příměsí je jen těžko proveditelné.
Chitosan se odvádí k dalšímu zpracování jako vlákenný útvar, fólie (film), houba, tekutina, prášek a v několika dalších formách. V odborné literatuře se uvádí až 200 různých možností použití látek vyrobených na bázi chitinu.

## Využití
Ve výzkumné fázi je mnoho potenciálních využití chitinu, chitosanu i enzymu chitinázy, které byly již úspěšně otestovány, nicméně stále nejsou dostatečně komerčně využívány.
Díky své netoxicitě, houževnatosti, mechanické odolnosti, flexibilitě a snadné biodegradaci má využití v některých chirurgických pomůckách jako jsou obvazy a další typy krytí ran. Chitin a jeho deriváty mohou také sloužit jako nosiče léčivých látek, včetně lépe cílené léčby rakoviny.
Chitin, chitosan i chitináza mají potenciální využití v ekologickém zemědělství díky schopnostem zlepšovat kvalitu půdy, toleranci rostlin vůči stresu a jejich odolnost proti mikroorganismům a rostlinným onemocněním bez toho, aby docházelo k nebezpečné kontaminaci ke konzumaci určených produktů z nich vyráběných, jako se tomu děje při užívání běžných pesticidů.
Stejně jako celulózu je možné využít i chitin a chitosan k výrobě biologicky rozložitelných obalů potravin a částečně jimi tak nahradit spotřebu plastů vyráběných z ropných produktů. K výrobě takových obalů je možné použít odpadu ze zpracování mořských plodů (krevet apod.). Kombinace celulózy a chitinu je možné použít k výrobě filmů s antibakteriálními vlastnostmi. Takové filmy je pak možné používat i jako bezpečnou variantu konzervace potravin.

## Historie
Objeven byl v roce 1823 francouzským botanikem Henri Braconnotem při jeho výzkumu jedlých hub. Jeho struktura byla popsána v roce 1930 švýcarským biochemikem Albertem Hofmannem.
V roce 1970 přišel z Japonska první průmyslově vyrobený chitin, v roce 1986 vyrábělo v Japonsku chitin (a derivát chitosan) už 15 průmyslových závodů. Na začátku 21. století byla zaznamenána celosvětová roční produkce 8 100 tun látek na bázi chitinu.
V roce 2023 se udával celosvětový výnos z prodeje chitinu s 1,3 miliardami USD (s cenami od 5 USD do 120 USD/kg za čistý chitin). Největšími výrobci s podílem asi 35 % zůstávají japonské firmy.